# Кубок Кремля 2018
Kremlin  Cup 2018 (також відомий під назвою VTB Kremlin Cup 2018 за назвою спонсора) — тенісний турнір, що проходив на закритих кортах з твердим покриттям. Це був 29-й за ліком Кубок Кремля серед чоловіків і 23-й - серед жінок. Належав до Світовий Тур ATP 250 Series в рамках Туру ATP 2018 і серії Premier в рамках Туру WTA 2018. На сьогодні це останній турнір, що відбувся у спорткомплексі Олімпійський у Москваі (Росія). Тривав з 15 до 21 жовтня 2018 року.

## Учасники основної сітки в рамках чоловічого турніру

### Сіяні учасники
| Країна               | Гравець         | Рейтинг1 | Сіяний |
| -------------------- | --------------- | -------- | ------ |
| Італія               | Марко Чеккінато | 21       | 1      |
| Росія                | Данило Медведєв | 22       | 2      |
| Росія                | Карен Хачанов   | 27       | 3      |
| Сербія               | Філіп Країнович | 35       | 4      |
| Австралія            | Нік Киріос      | 38       | 5      |
| Боснія і Герцеговина | Дамір Джумгур   | 39       | 6      |
| Франція              | Жеремі Шарді    | 41       | 7      |
| Словаччина           | Мартін Кліжан   | 45       | 8      |

- Рейтинг подано станом на 8 жовтня 2018

### Інші учасники
Нижче наведено учасників, які отримали вайлдкард на участь в основній сітці:
- Карен Хачанов
- Нік Киріос
- Євген Карловський

Нижче наведено гравців, які пробились в основну сітку через стадію кваліфікації:
- Олександр Бублик
- Єгор Герасимов
- Filip Horanský
- Лукаш Росол

Як щасливий лузер в основну сітку потрапили такі гравці:
- Річардас Беранкіс

### Відмовились від участі
До початку турніру
- Жеремі Шарді → його замінив  Річардас Беранкіс
- Пабло Куевас → його замінив  Ласло Дьєр
- Жуан Соуза → його замінив  Євген Донской

Під час турніру
- Нік Киріос

### Знялись
- Денис Істомін

## Учасники основної сітки в парному розряді

### Сіяні пари
| Країна   | Гравець            | Країна    | Гравець          | Рейтинг1 | Сіяний |
| -------- | ------------------ | --------- | ---------------- | -------- | ------ |
| Чилі     | Хуліо Перальта     | Аргентина | Орасіо Себальйос | 71       | 1      |
| США      | Остін Крайчек      | США       | Ражів Рам        | 93       | 2      |
| Білорусь | Макс Мирний        | Австрія   | Філіпп Освальд   | 100      | 3      |
| Польща   | Марцін Матковський | США       | Ніколас Монро    | 133      | 4      |

- 1 Рейтинг подано станом на 8 жовтня 2018

### Інші учасники
Нижче наведено пари, які отримали вайлдкард на участь в основній сітці:
- Євген Донской /  Іван Гахов
- Євген Карловський /  Данило Медведєв

### Відмовились від участі
Під час турніру
- Карен Хачанов
- Нік Киріос

## Учасниці основної сітки в рамках жіночого турніру

### Сіяні учасниці
| Країна     | Гравчиня            | Рейтинг1 | Сіяна |
| ---------- | ------------------- | -------- | ----- |
| Румунія    | Сімона Халеп        | 1        | 1     |
| Чехія      | Кароліна Плішкова   | 6        | 2     |
| США        | Слоун Стівенс       | 8        | 3     |
| Нідерланди | Кікі Бертенс        | 10       | 4     |
| Латвія     | Анастасія Севастова | 12       | 5     |
| Росія      | Дарія Касаткіна     | 14       | 6     |
| Бельгія    | Елісе Мертенс       | 15       | 7     |
| Естонія    | Анетт Контавейт     | 21       | 8     |

- Рейтинг подано станом на 8 жовтня 2018

### Інші учасниці
Нижче наведено учасниць, які отримали вайлдкард на участь в основній сітці:
- Сімона Халеп
- Анна Калинська
- Анастасія Потапова
- Слоун Стівенс

Нижче наведено гравчинь, які пробились в основну сітку через стадію кваліфікації:
- Унс Джабір
- Ірина Хромачова
- Наталія Віхлянцева
- Віра Звонарьова

Такі тенісистки потрапили в основну сітку як Щасливі лузери: 
- Віталія Дяченко
- Валентіні Грамматікопулу

### Відмовились від участі
До початку турніру
- Домініка Цібулкова → її замінила  Айла Томлянович
- Деніелл Коллінз → її замінила  Катерина Макарова
- Сімона Халеп → її замінила  Валентіні Грамматікопулу
- Кая Канепі → її замінила  Юлія Путінцева
- Арина Соболенко → її замінила  Віталія Дяченко
- Барбора Стрицова → її замінила  Ірина-Камелія Бегу

## Учасниці основної сітки в парному розряді

### Сіяні пари
| Країна  | Гравчиня           | Країна     | Гравчиня             | Рейтинг1 | Сіяна |
| ------- | ------------------ | ---------- | -------------------- | -------- | ----- |
| Румунія | Ірина-Камелія Бегу | Румунія    | Міхаела Бузернеску   | 50       | 1     |
| США     | Ракель Атаво       | Німеччина  | Анна-Лена Гренефельд | 59       | 2     |
| Польща  | Алісія Росольська  | США        | Абігейл Спірс        | 60       | 3     |
| Грузія  | Оксана Калашникова | Нідерланди | Демі Схюрс           | 79       | 4     |

- 1 Рейтинг подано станом на 8 жовтня 2018

### Інші учасниці
Нижче наведено пари, які отримали вайлдкард на участь в основній сітці:
- Нігіна Абдураїмова /  Анна Калинська

Наведені нижче пари отримали місце як заміна:
- Ольга Дорошина /  Поліна Монова

### Відмовились від участі
До початку турніру
- Ана Богдан

## Переможці та фіналісти

### Одиночний розряд, чоловіки
- Карен Хачанов —  Адріан Маннаріно, 6–2, 6–2

### Одиночний розряд, жінки
- Дарія Касаткіна —  Унс Джабір, 2–6, 7–6(7–3), 6–4

### Парний розряд, чоловіки
- Остін Крайчек /  Ражів Рам —  Макс Мирний /  Філіпп Освальд, 7–6(7–4), 6–4

### Парний розряд, жінки
- Олександра Панова /  Лаура Зігемунд —  Дарія Юрак /  Ралука Олару, 6–2, 7–6(7–2)